# Max Beckmann Gesellschaft
Die Max Beckmann Gesellschaft e. V. ist ein Verein zur Förderung der Erforschung des Werkes von Max Beckmann.

## Geschichte
Die Gesellschaft wurde 1951, einige Monate nach dem Tod des Künstlers von seinem ehemaligen Schüler, dem Maler Theo Garve, zunächst in Murnau, dann offiziell in München gegründet. Andere Gründungsmitglieder waren Minna Beckmann-Tube, die erste Ehefrau, Peter Beckmann, der Sohn des Künstlers, der Kunsthistoriker Erhard Göpel, der zusammen mit seiner Ehefrau Barbara am Œuvrekatalog von Beckmanns Gemälden arbeitete, und Beckmanns Gönnerin Lilly von Schnitzler, zudem zahlreiche weitere Freunde des Künstlers. Die Gesellschaft wurde 1984 stillschweigend aufgelöst.
2005 erhielt die Gesellschaft eine Neugründung, als sich der 1996 ins Leben gerufene Freundeskreis des Max Beckmann Archivs auf Initiative des Kunsthistorikers Christian Lenz als Max Beckmann Gesellschaft neu formierte.

## Ziele
Die Gesellschaft hat sich zum Ziel gesetzt, die Beckmann-Forschung zu fördern. Sie betreibt das von Christian Lenz geleitete Max Beckmann Archiv in den Bayerischen Staatsgemäldesammlungen im Kunstareal München, sammelt Materialien und Dokumente, gibt eine Jahresgabe heraus und veranstaltet Vorträge und Ausstellungen. Die jährliche Zusammenkunft findet jeweils am 12. Februar, Max Beckmanns Geburtstag, in der Neuen Pinakothek in München statt.